# 塞德里克·布魯內爾
塞德里克·布魯內爾（德語：Cédric Brunner；1994年2月17日—）是一位瑞士足球運動員，在場上的位置是右後衛。他現在效力於沙爾克04。